# Villa Margherita
A Villa Margherita é uma mansão histórica localizada em Gressoney-Saint-Jean na Itália.

## História
A villa, encomendada pelos barões Beck-Peccoz, foi projetada por engenheiros alemães e erguida em 1888. Entre 1889 e 1906, os barões hospedaram vários membros da Casa de Saboia nesta residência, até que estes, também fascinados pela beleza do Vale de Lys, construíram ali uma própria residência, o Castelo Saboia. A villa foi nomeada em homenagem a Margarida de Saboia.
Em 1968, a propriedade foi adquirida pela comuna de Gressoney-Saint-Jean e transformada na sede da prefeitura local.

## Descrição
A propriedade é composta por vários edifícios, incluindo a própria villa, a casa dos porteiros e os antigos estábulos.
A villa, que se ergue sobre um pedestal de granito cinza, apresenta decorações ornamentadas, incluindo pináculos e parapeitos.

## Galeria

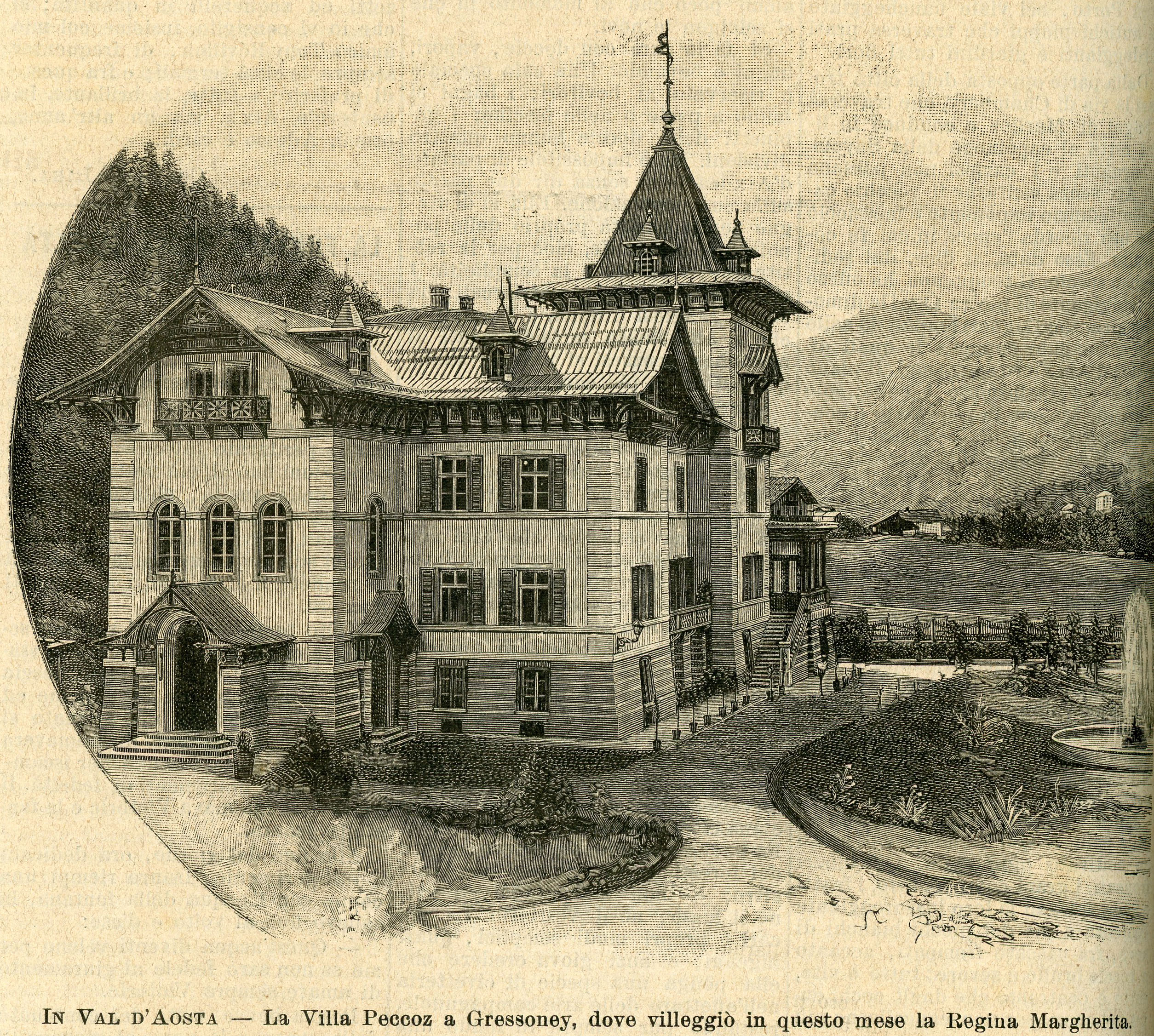
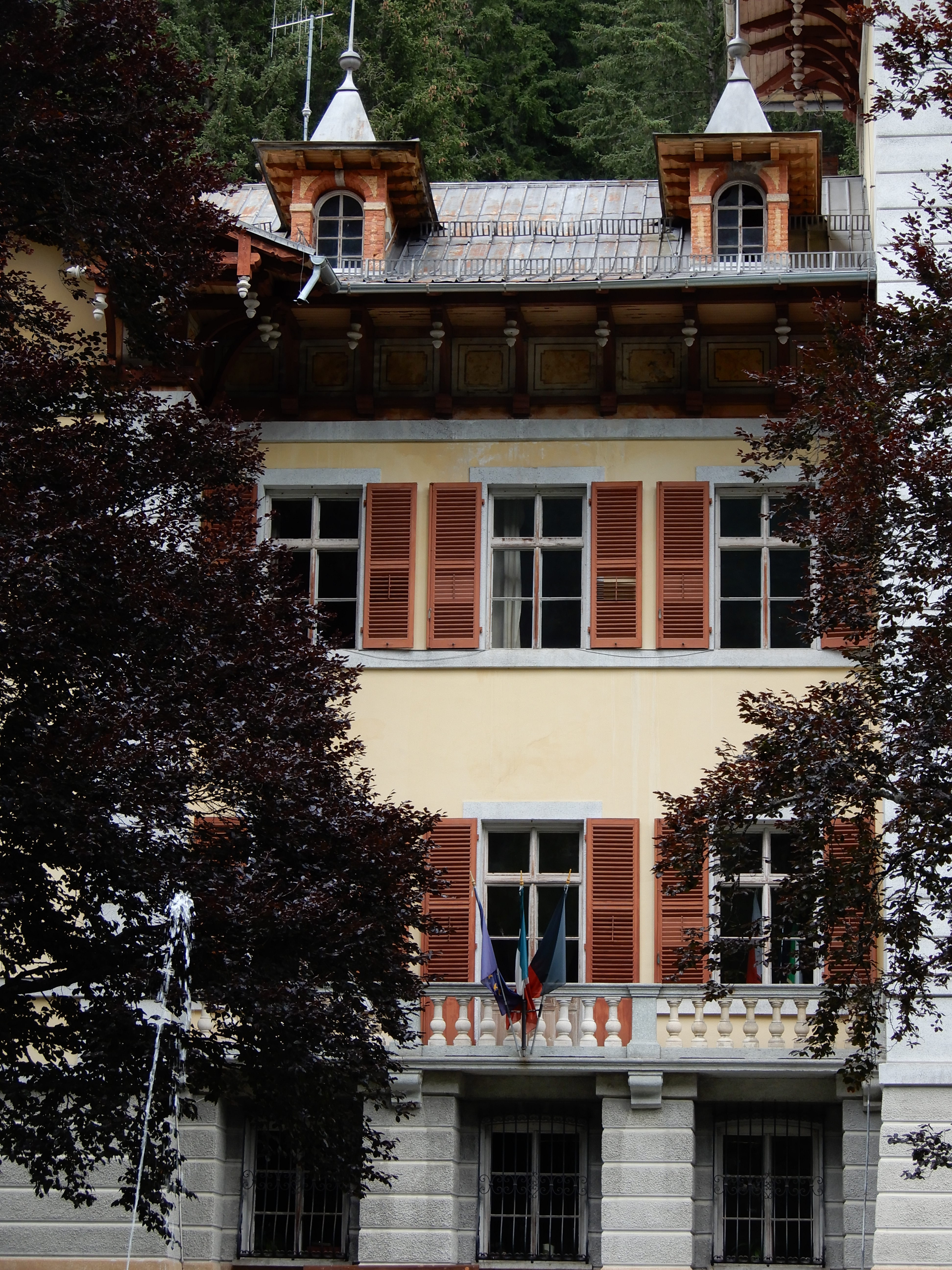
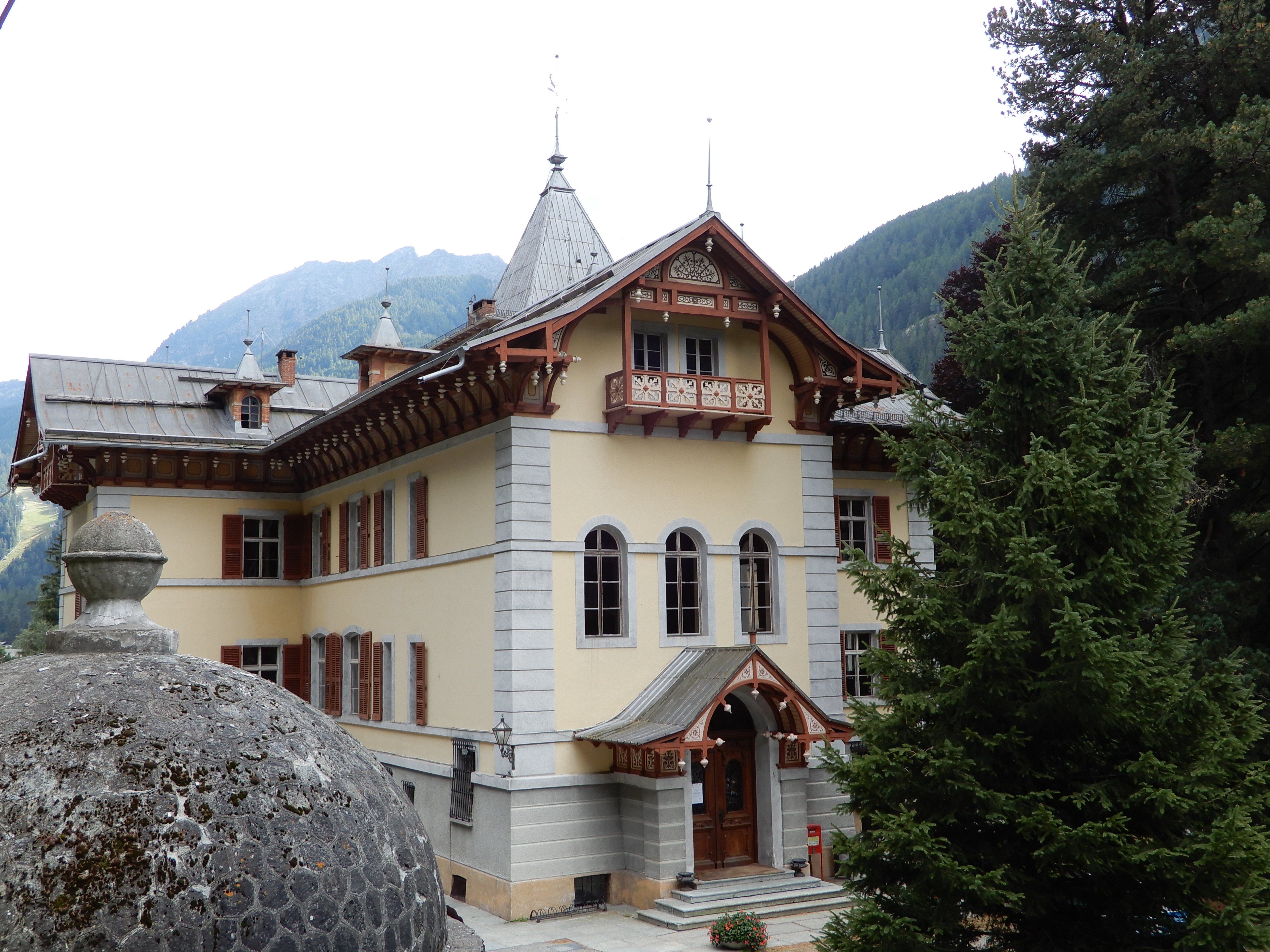